# Songs of Tokyo
Songs of Tokyo ist eine seit 2018 laufende Musik-Fernsehsendung des japanischen Fernsehsenders NHK World-Japan, in der verschiedenste Musiker und Musikgruppen aus allen möglichen Musikrichtungen auftreten.

## Hintergrund
Die Fernsehsendung wurde im Rahmen der Vergabe der Olympischen Sommerspiele und der Paralympischen Sommerspiele nach Tokio produziert. In dieser präsentieren verschiedenste Musiker und Musikgruppen live ihre Musik, die das gegenwärtige Tokio repräsentieren sollen.
Die Auftritte der Künstler finden an zwei Tage in der NHK Hall statt, wo diese vor einem Publikum aufgezeichnet werden. Die Erstausstrahlung findet zunächst NHK World gezeigt, kurz darauf findet eine Ausstrahlung im frei empfangbaren Fernsehen auf NHK General TV statt. Die Sendung kann in 160 Staaten weltweit verfolgt werden.

## Ausgaben
| Ausgabe | Auftretende Künstler | Moderatoren                                 | Ausstrahlung |
| ------- | --- | ------------------------------------------- | --- |
| 1       | AKB48, Aqours, Cornelius, Joe Hisaishi, Kana Nishino, Kanjani8, Kyari Pamyu Pamyu, Linked Horizon, LiSA, Man with a Mission, Miyavi, NEWS, Perfume, Sekai no Owari, T.M.Revolution | Shingo Murakami, Yumiko Udo                 | NHK World: 1. und 2. Januar 2018 (in vier Parts aufgeteilt) NHK General TV: 8. und 9. Januar 2018                                                                       |
| 2       | Alexandros, Da Pump, Daichi Miura, Eir Aoi, GARNiDELiA, Golden Bomber, Hiroyuki Sawano, Sayuri Ishikawa, Kanjani8, Keyakizaka46, NEWS, Nogizaka46, Touken Ranbu, Maaya Uchida | Shingo Murakami, Chiaki Horan, Yuki Sugiura | NHK World: 17. – 25. November 2018 (in vier Parts aufgeteilt) NHK General TV: 5. – 6. Januar 2019 BS4K: 3. – 24. Dezember 2018                                          |
| 3       | BiSH, fripSide, GENERATIONS from EXILE TRIBE, Glay, JAM Project, King & Prince, LUNA SEA, May’n, Morning Musume ’19, Mrs. GREEN APPLE, NEWS, Official Hige Dandism, Tokyo Ska Paradise Orchestra, True, Yōko Takahashi                                                                            | Shingo Murakami, Chiaki Horan               | NHK World: 26. Oktober – 3. November 2019 (in vier Parts aufgeteilt) NHK General TV: 4. – 5. Januar 2020 BS4K: 19. Januar – 2. Februar 2020, 23. Februar – 1. März 2020 |
| 4       | Aoi Shōta, Babymetal, BanG Dream! (Poppin’Party, RAISE A SUILEN, Roselia), Foorin & Foorin Team E, Hinatazaka46, Hotei, HYDE, The Idolm@ster (Cinderella Girls, Million Live!, SideM, Shiny Colors), Ikimonogakari, Inori Minase, Nana Mizuki, Momoiro Clover Z, NEWS, Perfume, SixTONES, Walküre | Shingo Murakami, Chiaki Horan               | NHK World: 24. Oktober – 1. November 2020 (in vier Parts aufgeteilt) |
| 5       | [Alexandros], Uma Musume, Kanjani8, Akari Kitō, Sakurazaka46, Genie High, Queen Bee, CHAI, NEWS, Kana Hanazawa, PUFFY, Midories, Yama, L’Arc-en-Ciel, City-Pop-Feature: Takaya Kawasaki, Shiho Katō, Kyōko Saitō, Win Morisaki                                                                    | Shingo Murakami, Chiaki Horan               | NHK World: 20. – 28. November 2021 (in vier Parts aufgeteilt) |
| 6       | Atarashii Gakko!, Masatoshi Ono, Hironobu Kageyama, Hiroshi Kitadani, QUEENDOM, ClariS, Naniwa Danshi, Ai Higuchi, Macaroni Pencil, Nana Mizuki, Toshiya Miyata (Kis-My-Ft2), Liella! (Love Live! Superstar!!), LiSA                                                                              | Shingo Murakami, Chiaki Horan               | NHK World: 5. und 12. November 2022 |